# Crocidura yankariensis
Crocidura yankariensis är en däggdjursart som beskrevs av Rainer Hutterer och Jenkins 1980. Crocidura yankariensis ingår i släktet Crocidura och familjen näbbmöss. IUCN kategoriserar arten globalt som livskraftig. Inga underarter finns listade i Catalogue of Life.
Denna näbbmus har ett långsträckt utbredningsområde i Afrika från östra Nigeria över Sudan och östra Etiopien till Kenya och norra Somalia. Den lever där i torra savanner och i savanner som liknar öknar.